# Nová Bašta
Nová Bašta, ungarisch Újbást (slowakisch bis 1964 „Kostolná Bašta“ – bis 1927 „Bašta“; ungarisch auch Egyházasbást) ist eine Gemeinde in der südlichen Mittelslowakei mit 498 Einwohnern (Stand 31. Dezember 2024), die im Okres Rimavská Sobota, einem Kreis des Banskobystrický kraj, liegt.

## Geographie
Die Gemeinde befindet sich im Bergland Cerová vrchovina in der Landschaft Medves, zwischen den Bächen Malý potok und Čomovský potok, beide Zuflüsse der Gortva im Einzugsgebiet der Rimava, nahe der Staatsgrenze zu Ungarn. Das Ortszentrum liegt auf einer Höhe von 299 m n.m. und ist 22 Kilometer von Fiľakovo sowie 38 Kilometer von Rimavská Sobota entfernt.
Nachbargemeinden sind Stará Bašta im Norden, Gemerský Jablonec im Nordosten, Cered (H) im Osten, Studená im Südosten, Tachty im Süden, Večelkov im Südwesten, Salgótarján (H) und Šiatorská Bukovinka im Westen und Radzovce im Nordwesten.

## Geschichte
Nová Bašta wurde zum ersten Mal 1267 als Bast schriftlich erwähnt und war jahrhundertelang Besitz des Landadels. Zwischen 1554 und 1683 war das Dorf gegenüber dem Osmanischen Reich tributpflichtig und wurde 1683 beim Abzug der Türken in Brand gesetzt. 1837 zählte man 589 Einwohner, die als Landwirte beschäftigt waren.
Bis 1918/19 gehörte der im Komitat Gemer und Kleinhont liegende Ort zum Königreich Ungarn und kam danach zur Tschechoslowakei beziehungsweise heute Slowakei. Auf Grund des Ersten Wiener Schiedsspruchs lag er von 1938 bis 1944 noch einmal in Ungarn.

## Bevölkerung
| Jahr                | 1994 | 2004     | 2014    | 2024    |
| ------------------- | ---- | -------- | ------- | ------- |
| Anzahl der Personen | 607  | 529      | 505     | 498     |
| Unterschied         |      | −12,85 % | −4,53 % | −1,38 % |

| Jahr                | 2023 | 2024    |
| ------------------- | ---- | ------- |
| Anzahl der Personen | 500  | 498     |
| Unterschied         |      | −0,40 % |

Gemäß der Volkszählung 2011 wohnten in Nová Bašta 537 Einwohner, davon 402 Magyaren, 65 Slowaken, 41 Roma und drei Tschechen. 26 Einwohner machten keine Angabe zur Ethnie.
463 Einwohner bekannten sich zur römisch-katholischen Kirche, sechs Einwohner zur reformierten Kirche, zwei Einwohner zur griechisch-katholischen Kirche und ein Einwohner zur evangelisch-methodistischen Kirche. 11 Einwohner waren konfessionslos und bei 54 Einwohnern wurde die Konfession nicht ermittelt.

## Baudenkmäler
- römisch-katholische Stephanskirche im romanischen Stil aus dem Jahr 1397 und seither mehrmals umgebaut